# Citroën Typ B14
Der Citroën Typ B14 ersetzte im Oktober 1926 den Citroën Typ B12. Die neue Baureihe von Citroën war außen zwar zunächst dem B12 gleich, stellte technisch aber einen großen Fortschritt dar. So war das Fahrgestell deutlich leichter und der Motor war überarbeitet worden. Der Vierzylinder-Ottomotor hat 1583 cm³ Hubraum (Bohrung 70 mm, Hub 100 mm) mit 22 PS (16 kW) Leistung bei 2300/min. Die Höchstgeschwindigkeit stieg auf 80 km/h. Neben der bisherigen 4-türigen Limousine mit 4 oder 6 Fenstern, dem 2-türigen Torpedo mit 4 Sitzplätzen und davon abgeleitetem 2- bis 3- oder 4-sitzigen Cabriolet gab es auch einen 4-türigen Roadster mit abnehmbaren Verdeck. Wie bisher war auch ein Pritschenwagen erhältlich.
Ab März 1927 wurde die WABCO-Bremsanlage mit vier Trommelbremsen und Servounterstützung komfortabler; gleichzeitig wurde eine Landaulet-Version verfügbar.
Beim Pariser Autosalon im Oktober 1927 wurde eine Luxusvariante mit verbesserter und verschönerter Karosserie der Limousine mit verlängertem Radstand vorgestellt, ebenso wie eine Pritschenwagenversion mit 1000 kg Nutzlast.
1928 wurde der B14 nach 127.600 gebauten Exemplaren im Bereich der Mittelklasse durch den Citroën C4 und die Luxusvariante durch den Citroën C6 ersetzt.
Insgesamt 8.933 Fahrzeuge des Typs B14 wurden zwischen 1926 und Herbst 1928 im deutschen Citroën-Produktionswerk in Köln-Poll montiert, wo später auch die Nachfolgemodelle C4 (1928–1932) und C6 (1928) sowie Fahrzeuge der 1932 bis 1938 produzierten Rosalie-Reihe gefertigt wurden (1932–1934 in der Ausführung Ganz Deutsch).

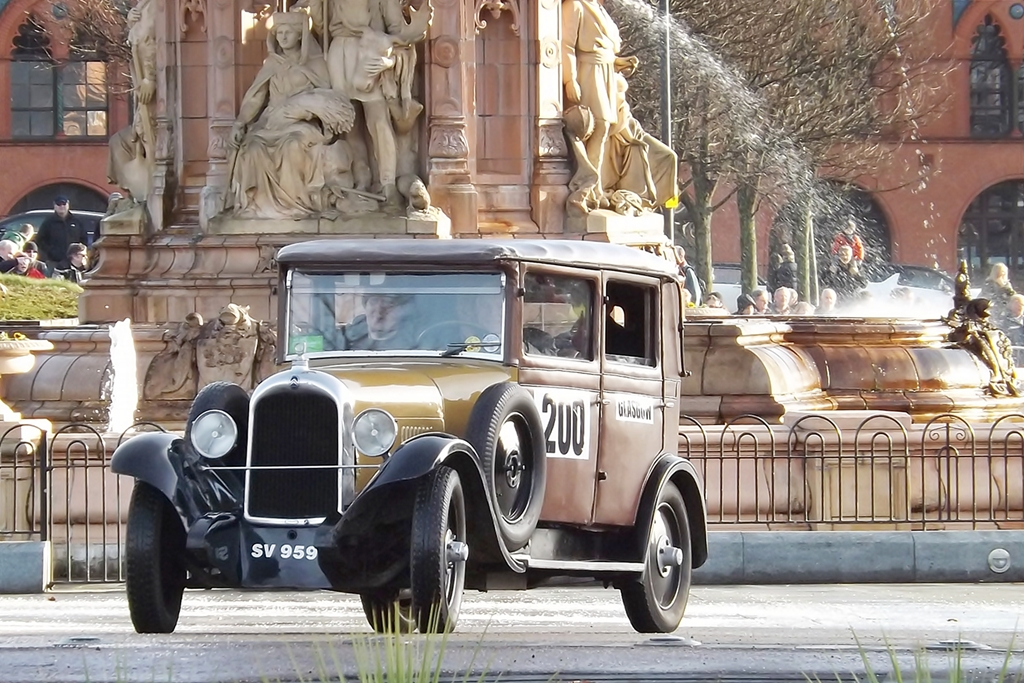
Luxusvariante
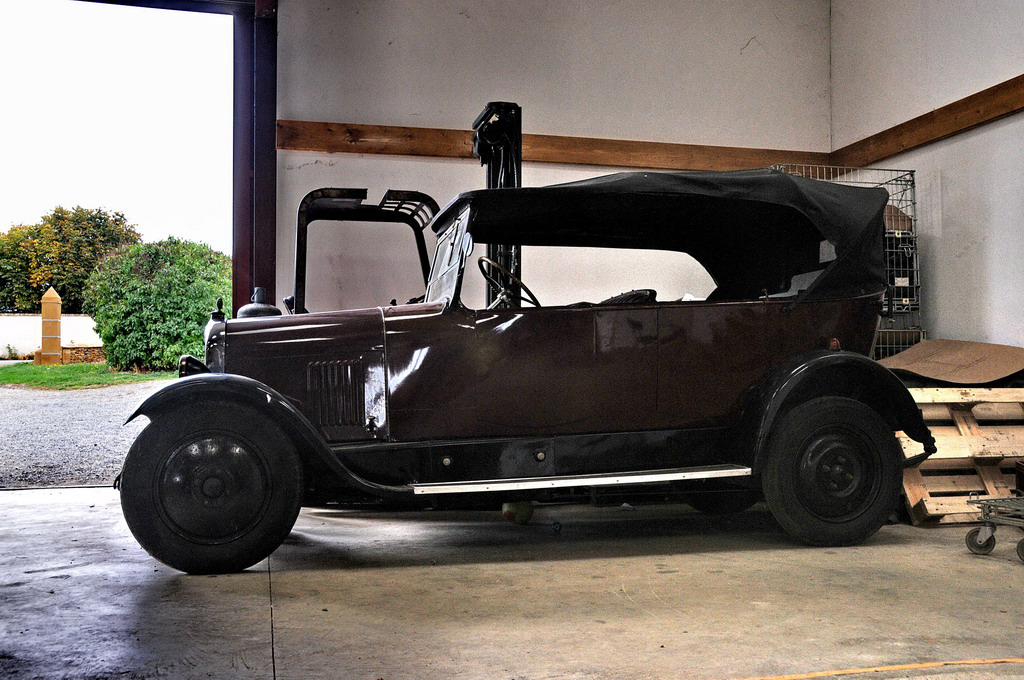
Torpedo
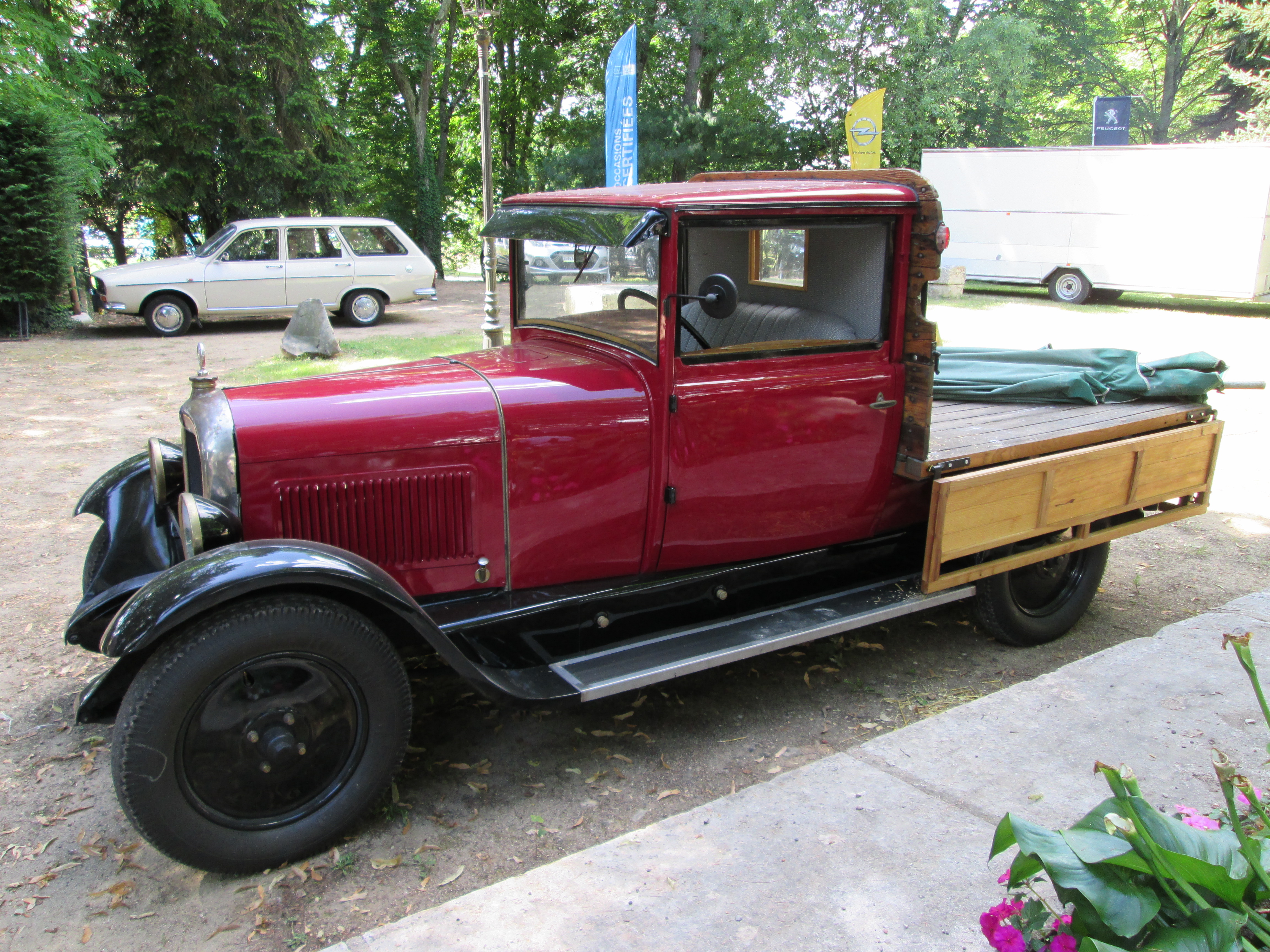
Pritschenwagen Boulangère
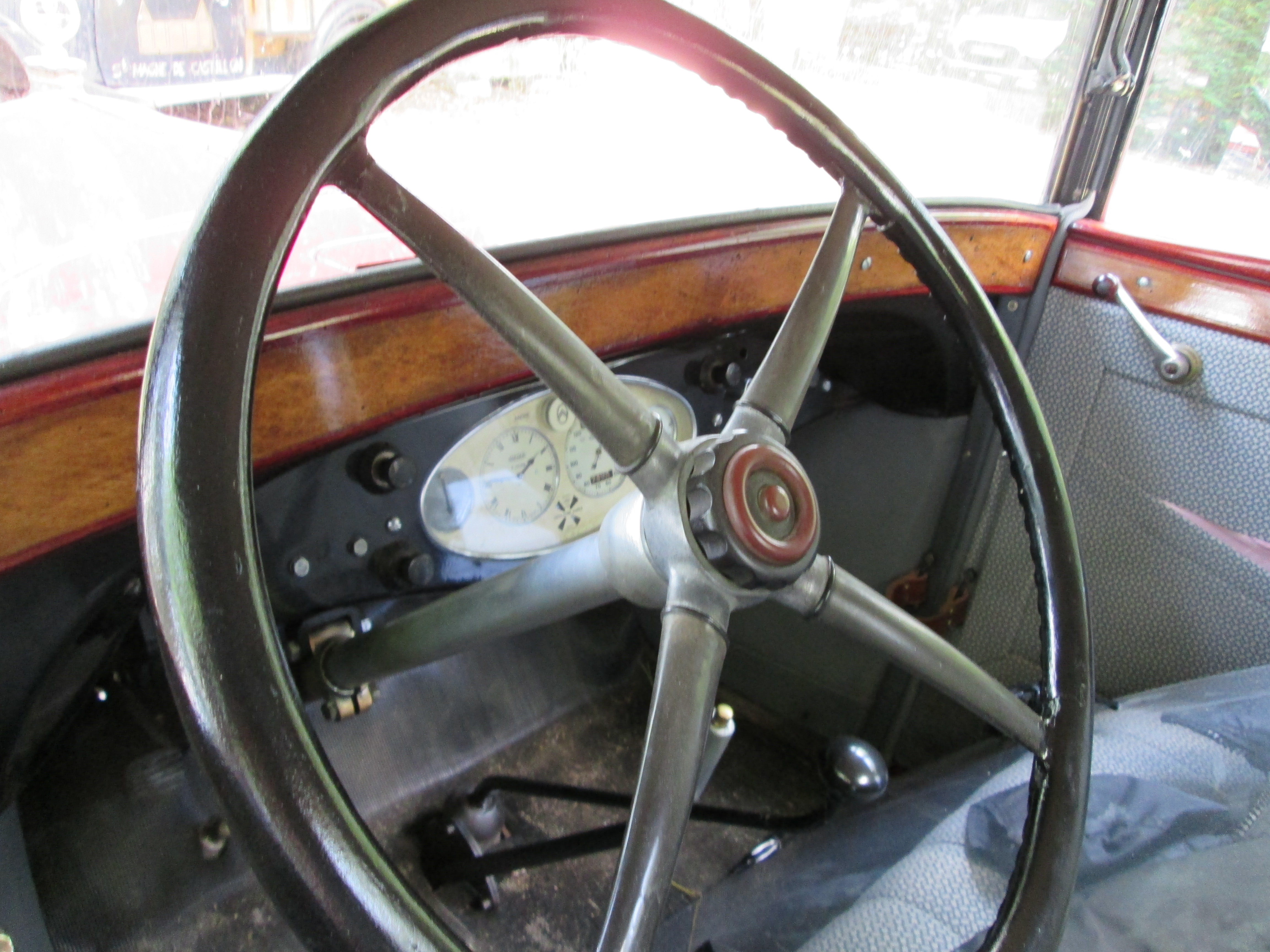
Armaturenbrett Pick-up

## Einstufung im französischen Steuer- und Versicherungssystem
Im Gegensatz zu den vier Vorgängermodellen, die alle über 10 CV verfügten, hatten beide Motoren des B14 nur 9 CV. 